# Entente Sportive Le Cannet-Rocheville
Entente Sportive Le Cannet-Rocheville – żeński klub piłki siatkowej z Francji. Swoją siedzibę ma w Le Cannet. Został założony w 1994.

## Sukcesy
Mistrzostwo Francji:
- 2004, 2006, 2015, 2017
- 2009, 2010, 2011

Puchar CEV:
- 2008

Puchar Francji:
- 2015

Superpuchar Francji:
- 2015

## Kadra zawodnicza

### Sezon 2016–2017
| Nr | Imię i nazwisko          | Data ur. | Wzrost | Pozycja      |
| -- | ------------------------ | -------- | ------ | ------------ |
| 1  | Lucile Le Thuc           | 1992     | 176    | rozgrywająca |
| 4  | Marie-France Garreau Dje | 1992     | 181    | środkowa     |
| 5  | Wiktorija Delros         | 1993     | 172    | libero       |
| 6  | Ljiljana Ranković        | 1993     | 181    | przyjmująca  |
| 7  | Gilda Lombardo           | 1989     | 183    | przyjmująca  |
| 8  | Petja Barakowa           | 1994     | 180    | rozgrywająca |
| 10 | Ivna Franco Marra        | 1990     | 185    | przyjmująca  |
| 11 | Mira Todorowa            | 1994     | 187    | środkowa     |
| 12 | Alexandra Lazic          | 1994     | 186    | przyjmująca  |
| 13 | Rosanna Giel             | 1992     | 187    | środkowa     |
| 15 | Jelena Mladjenović       | 1997     | 195    | przyjmująca  |
| 16 | Laura Ong                | 1989     | 161    | libero       |

### Sezon 2015–2016
| Nr | Imię i nazwisko          | Data ur. | Wzrost | Pozycja      |
| -- | ------------------------ | -------- | ------ | ------------ |
| 1  | Jineiry Martínez         | 1997     | 190    | środkowa     |
| 2  | Olha Sawenczuk           | 1988     | 188    | przyjmująca  |
| 4  | Anne-Sophie Bauer        | 1993     | 178    | przyjmująca  |
| 5  | Jewhenija Nijuchałowa    | 1995     | 192    | atakująca    |
| 6  | Alessandra Guerra Franco | 1981     | 183    | przyjmująca  |
| 7  | Niverka Marte            | 1990     | 178    | rozgrywająca |
| 9  | Élisabeth Fedele         | 1994     | 175    | przyjmująca  |
| 10 | Estelle Quérard          | 1979     | 179    | libero       |
| 11 | Mira Todorowa            | 1994     | 187    | środkowa     |
| 12 | Emeline Roy              | 1993     | 165    | libero       |
| 13 | Anastasia Kornienko      | 1992     | 182    | rozgrywająca |
| 16 | Debby Stam-Pilon         | 1984     | 184    | przyjmująca  |
| 18 | Marina Zambelli          | 1990     | 187    | środkowa     |
| 20 | Sayaka Tsutsui           | 1992     | 157    | libero       |

### Sezon 2014–2015
| Nr | Imię i nazwisko    | Data ur. | Wzrost | Pozycja      |
| -- | ------------------ | -------- | ------ | ------------ |
| 1  | Myriam Kloster     | 1989     | 188    | środkowa     |
| 2  | Maëva Orlé         | 1991     | 184    | atakująca    |
| 3  | Amandine Giardino  | 1995     | 172    | libero       |
| 5  | Cecilia Vallicelli | 1993     | 182    | rozgrywająca |
| 6  | Nicole Davis       | 1982     | 167    | libero       |
| 7  | Cassidy Lichtman   | 1989     | 185    | przyjmująca  |
| 8  | Kim Nowak          | 1995     | 177    | przyjmująca  |
| 9  | Élisabeth Fedele   | 1994     | 175    | przyjmująca  |
| 11 | Michaela Abrhámová | 1993     | 190    | środkowa     |
| 13 | Valentina Zago     | 1990     | 186    | atakująca    |
| 15 | Bernarda Brčić     | 1991     | 190    | rozgrywająca |
| 18 | Marina Zambelli    | 1990     | 187    | środkowa     |
| 19 | Lisa-May Hahn      | 1993     | 187    | atakująca    |

### Sezon 2013–2014
| Nr | Imię i nazwisko   | Data ur. | Wzrost | Pozycja      |
| -- | ----------------- | -------- | ------ | ------------ |
| 1  | Lucile Le Thuc    | 1992     | 178    | rozgrywająca |
| 2  | Maëva Orlé        | 1991     | 184    | atakująca    |
| 4  | Michela Molinengo | 1978     | 162    | libero       |
| 5  | Anaïs Décamp      | 1992     | 170    | libero       |
| 6  | Alexandra Jupiter | 1990     | 182    | przyjmująca  |
| 7  | Mallory Steux     | 1988     | 171    | rozgrywająca |
| 8  | Kim Nowak         | 1995     | 177    | przyjmująca  |
| 9  | Élisabeth Fedele  | 1994     | 175    | przyjmująca  |
| 11 | Myriam Kloster    | 1989     | 188    | środkowa     |
| 12 | Sanja Bursać      | 1990     | 178    | przyjmująca  |
| 15 | Elena Gabrieli    | 1992     | 192    | środkowa     |
| 18 | Marina Zambelli   | 1990     | 187    | środkowa     |

### Sezon 2012−2013
| Nr | Imię i nazwisko           | Data ur. | Wzrost | Pozycja      |
| -- | ------------------------- | -------- | ------ | ------------ |
| 1  | Lucile Le Thuc            | 1992     | 178    | rozgrywająca |
| 2  | Maëva Orlé                | 1991     | 184    | środkowa     |
| 3  | Lisa-May Hahn             | 1993     | 187    | atakująca    |
| 4  | Titia Sustring            | 1979     | 186    | przyjmująca  |
| 5  | Anaïs Décamp              | 1992     | 170    | libero       |
| 7  | Mallory Steux             | 1988     | 171    | rozgrywająca |
| 8  | Jaimie Thibeault          | 1989     | 188    | środkowa     |
| 9  | Élisabeth Fedele          | 1994     | 175    | przyjmująca  |
| 10 | Lucia Lunghi              | 1987     | 172    | libero       |
| 11 | Klára Melicharová         | 1994     | 185    | przyjmująca  |
| 12 | Sanja Bursać              | 1990     | 178    | przyjmująca  |
| 15 | Milagros Collar           | 1988     | 184    | atakująca    |
| 16 | Florencia Aguirre Perdomo | 1989     | 191    | środkowa     |

### Sezon 2011–2012
| Nr | Imię i nazwisko     | Data ur. | Wzrost | Pozycja      |
| -- | ------------------- | -------- | ------ | ------------ |
| 1  | Zorica Zivanović    | 1981     | 178    | rozgrywająca |
| 2  | Maëva Orlé          | 1991     | 184    | środkowa     |
| 3  | Kateřina Bucková    | 1978     | 190    | środkowa     |
| 4  | Titia Sustring      | 1979     | 186    | przyjmująca  |
| 5  | Leslie Turiaf       | 1986     | 183    | atakująca    |
| 7  | Rachele Sangiuliano | 1981     | 182    | rozgrywająca |
| 8  | Olesja Kulakova     | 1977     | 190    | środkowa     |
| 9  | Élisabeth Fedele    | 1994     | 175    | przyjmująca  |
| 10 | Estelle Quérard     | 1979     | 179    | libero       |
| 12 | Sanja Bursać        | 1990     | 178    | przyjmująca  |

### Sezon 2010–2011
| Nr | Imię i nazwisko    | Data ur. | Wzrost | Pozycja      |
| -- | ------------------ | -------- | ------ | ------------ |
| 1  | Karine Salinas     | 1973     | 176    | rozgrywająca |
| 2  | Maëva Orlé         | 1991     | 184    | środkowa     |
| 3  | Kateřina Bucková   | 1978     | 190    | środkowa     |
| 4  | Titia Sustring     | 1979     | 186    | przyjmująca  |
| 5  | Leslie Turiaf      | 1986     | 183    | atakująca    |
| 8  | Olesja Kulakova    | 1977     | 190    | środkowa     |
| 9  | Sara Radošević     | 1986     | 182    | przyjmująca  |
| 10 | Estelle Quérard    | 1979     | 179    | libero       |
| 11 | Hana Novotni Kašić | 1992     | 180    | rozgrywająca |
| 12 | Sanja Bursać       | 1990     | 176    | przyjmująca  |
| 17 | Inna Matwiejewa    | 1978     | 186    | przyjmująca  |
| 18 | Laure Koenig       | 1975     | 183    | środkowa     |